# Mantell (anatomia)

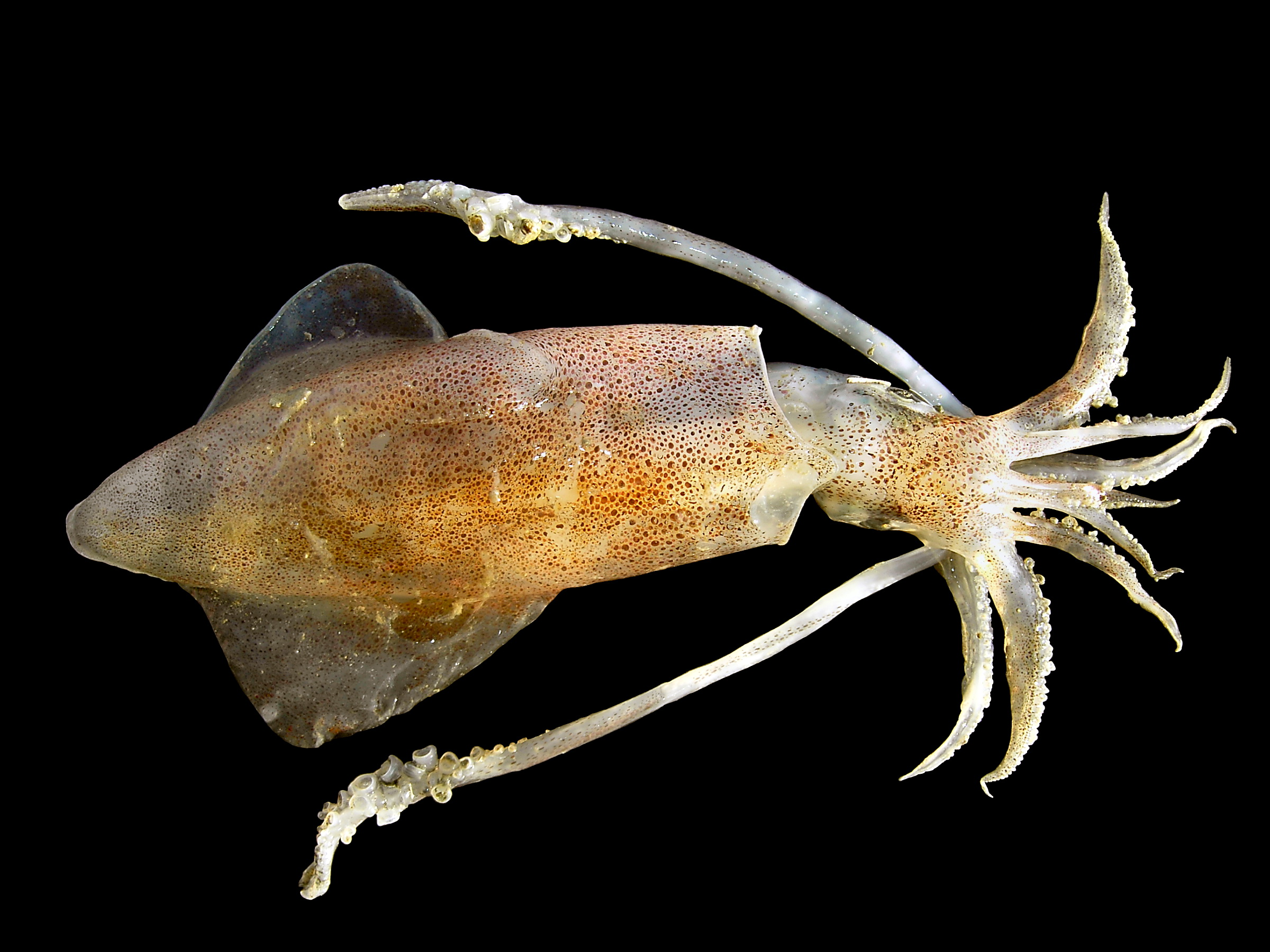
Calamar europeu (Loligo vulgaris). El seu mantell és tot els que es veu darrera el cap.

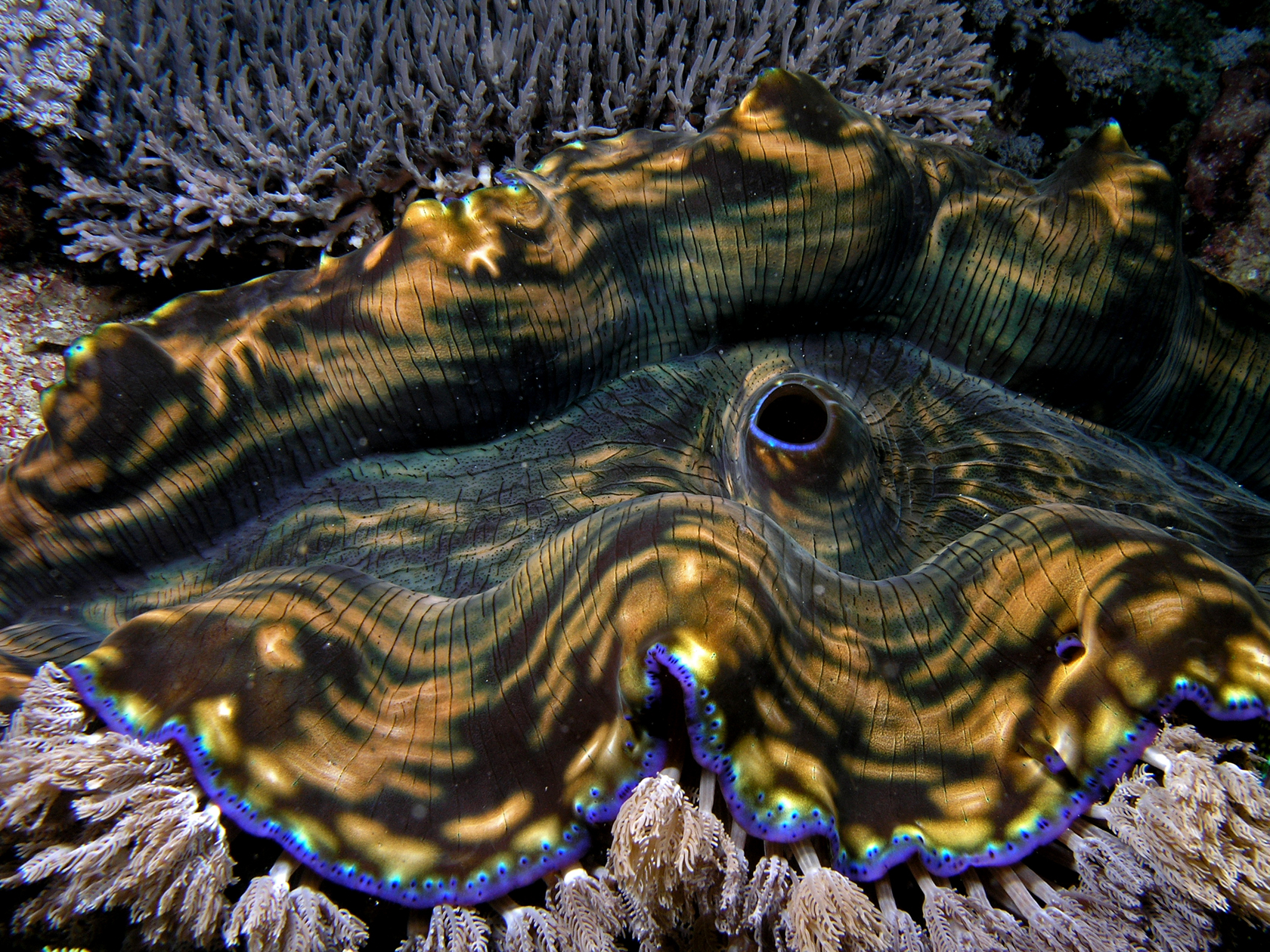
El mantell acolorit de la cloïssa gegant la protegeix de la llum.

El mantell (també conegut am la paraula llatina pallium que significa mantell o capa i el seu adjectiu és pallial) és una part significativa de l'anatomia dels mol·luscs i altres animals com els braquiòpodes i cirrípedes: és la paret dorsal del cos que cobreix la massa de les vísceres i que normalment forma estructures de doble cap i l'ultrapassa.
En moltes, però no en totes, les espècies de mol·luscs, l'epidermis del mantell secreta carbonat de calci i conquiolina i crea la conquilla o closca del mol·lusc.

## La cavitat del mantell
La cavitat del mantell és una característica central en la biologia dels mol·luscs. Aquesta cavitat està formada per la vora del mantell, un doble plec del mantell que tanca un espai aquós. Aquest espai conté l'anus de l'animal, les brànquies, osfradis, nefridiopors, i gonopors.
La cavitat del mantell funciona com cambra de respiració en la majoria dels mol·luscs. En els bivalves és part normalment de la seva estructura d'alimentació. En alguns mol·luscs la cavitat del mantell és una cambra de reproducció i en els cefalòpodes i alguns bivalves com les vieires és un òrgan locomotor.
El mantell és molt musculós. En els cefalòpodes la contracció del mantell es fa servir per forçar aigua a través d'un sifó tubular (hifonoma) que dona una propulsió molt ràpida a l'animal. En els gastròpodes es fa servir com una mena de “peu” per la locomoció.

## Formació de la conquilla
En els mol·luscs amb conquilla és el mantell qui la forma. El material és secretat per cèl·lules epitelials ectodèrmiques del teixit del mantell.

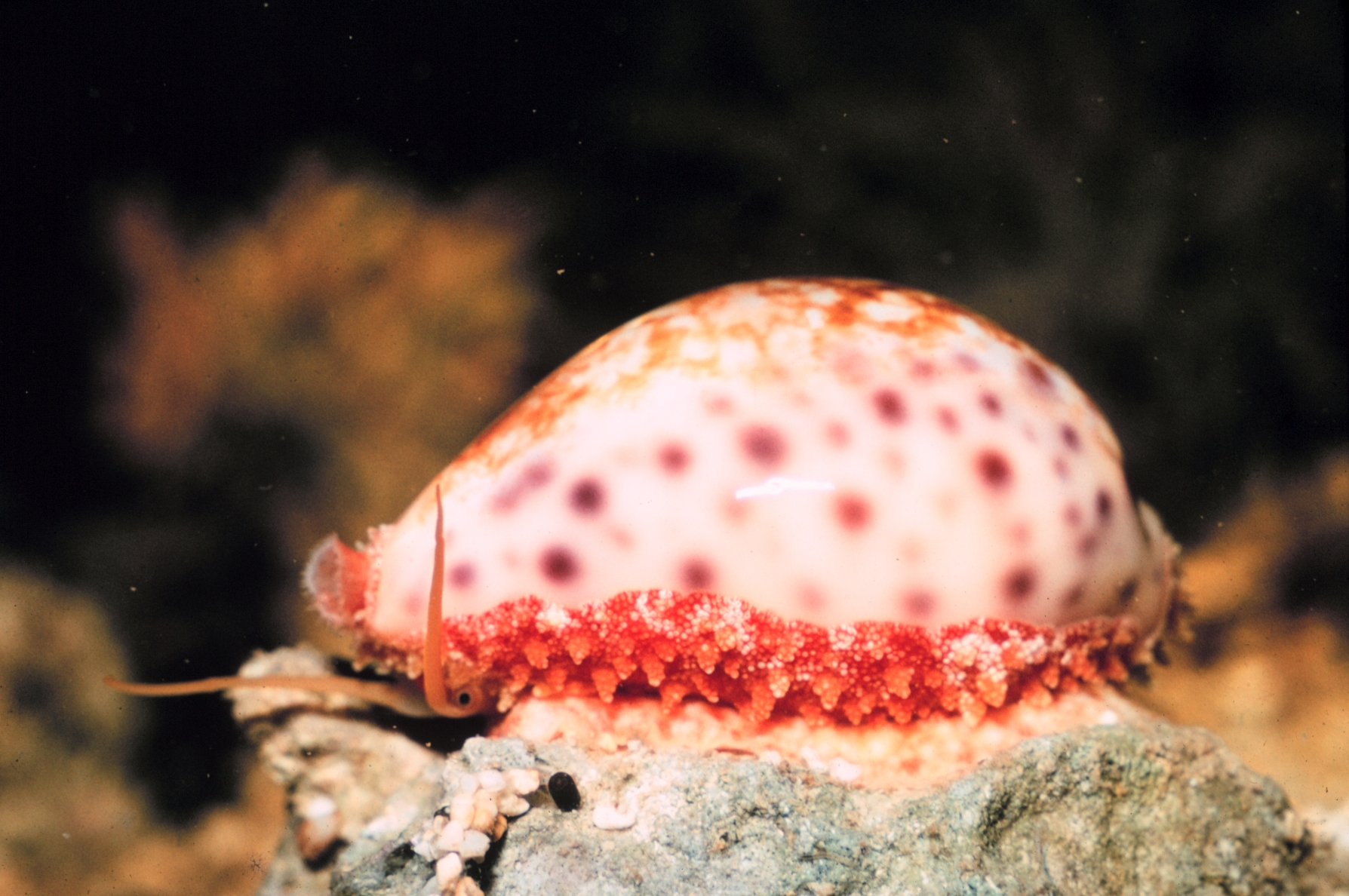
Cypraea chinensis, mostra parcialment el mantell.
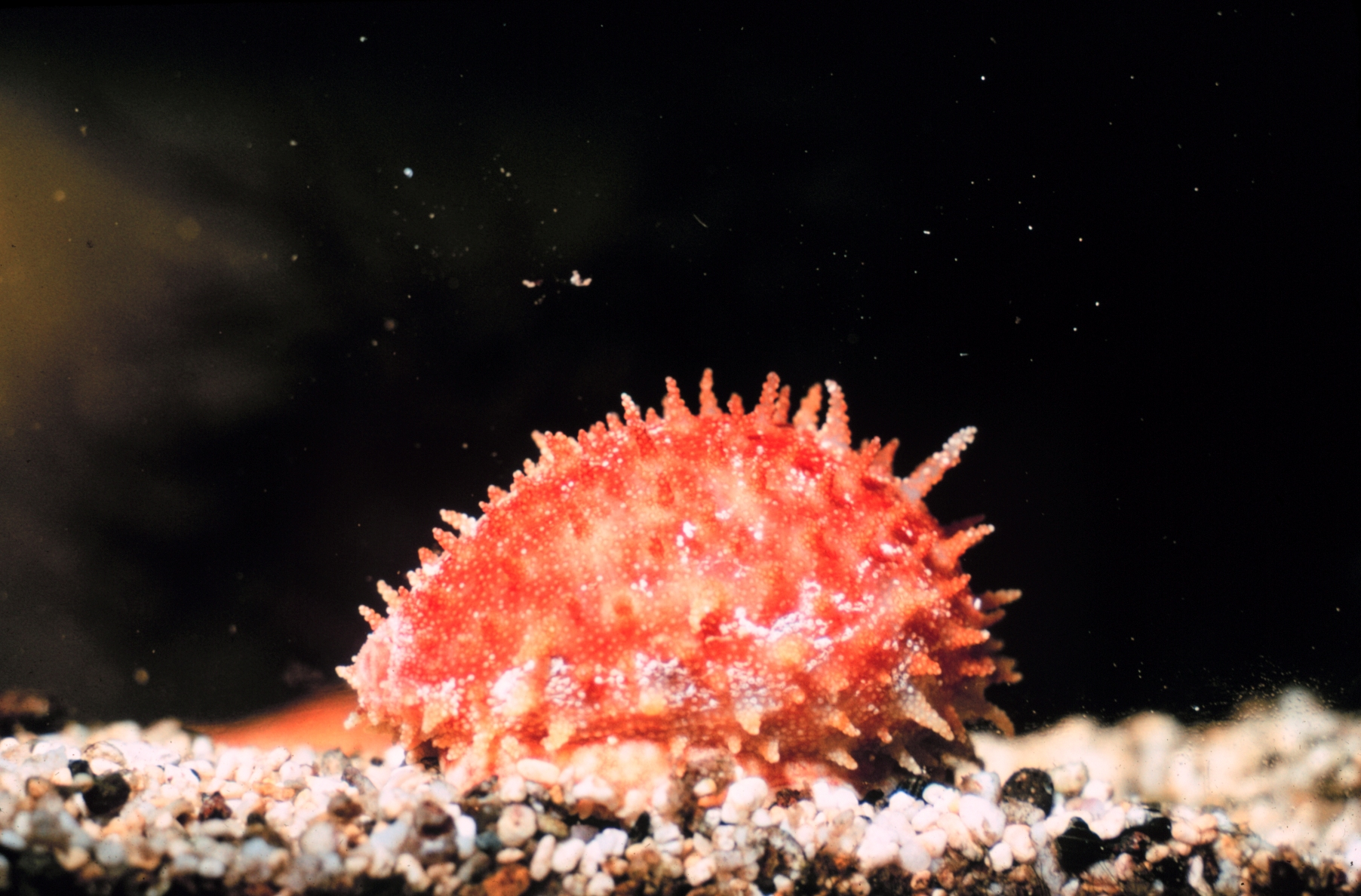
Cypraea chinensis amb el mantell completament estès
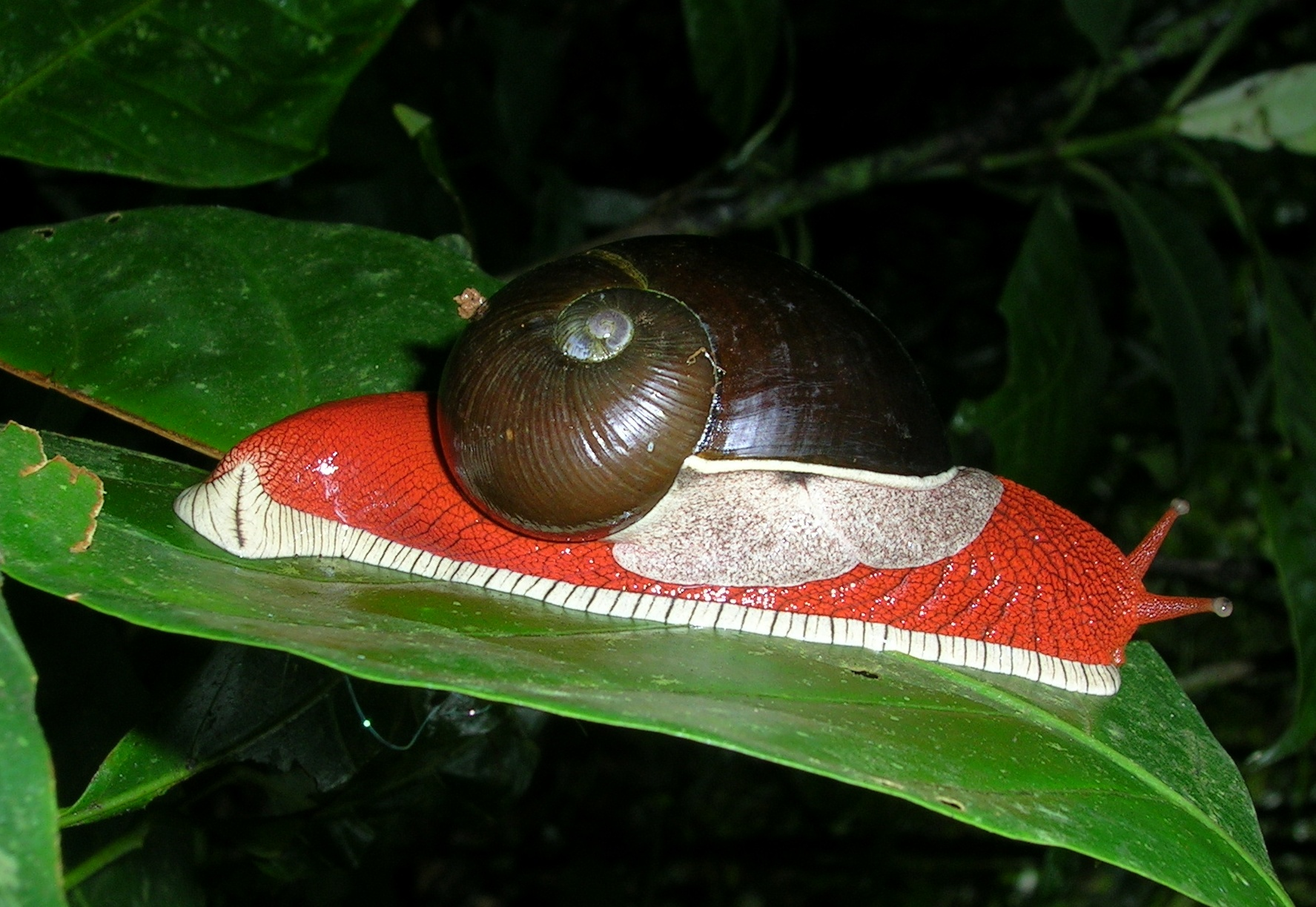
Mantell del cargol de terra Indrella ampulla.

La superfície dorsal del mantell s'anomena notum, i la ventral hyponotum. En la família Philomycidae, el mantell cobreix tota la part posterior del cos.

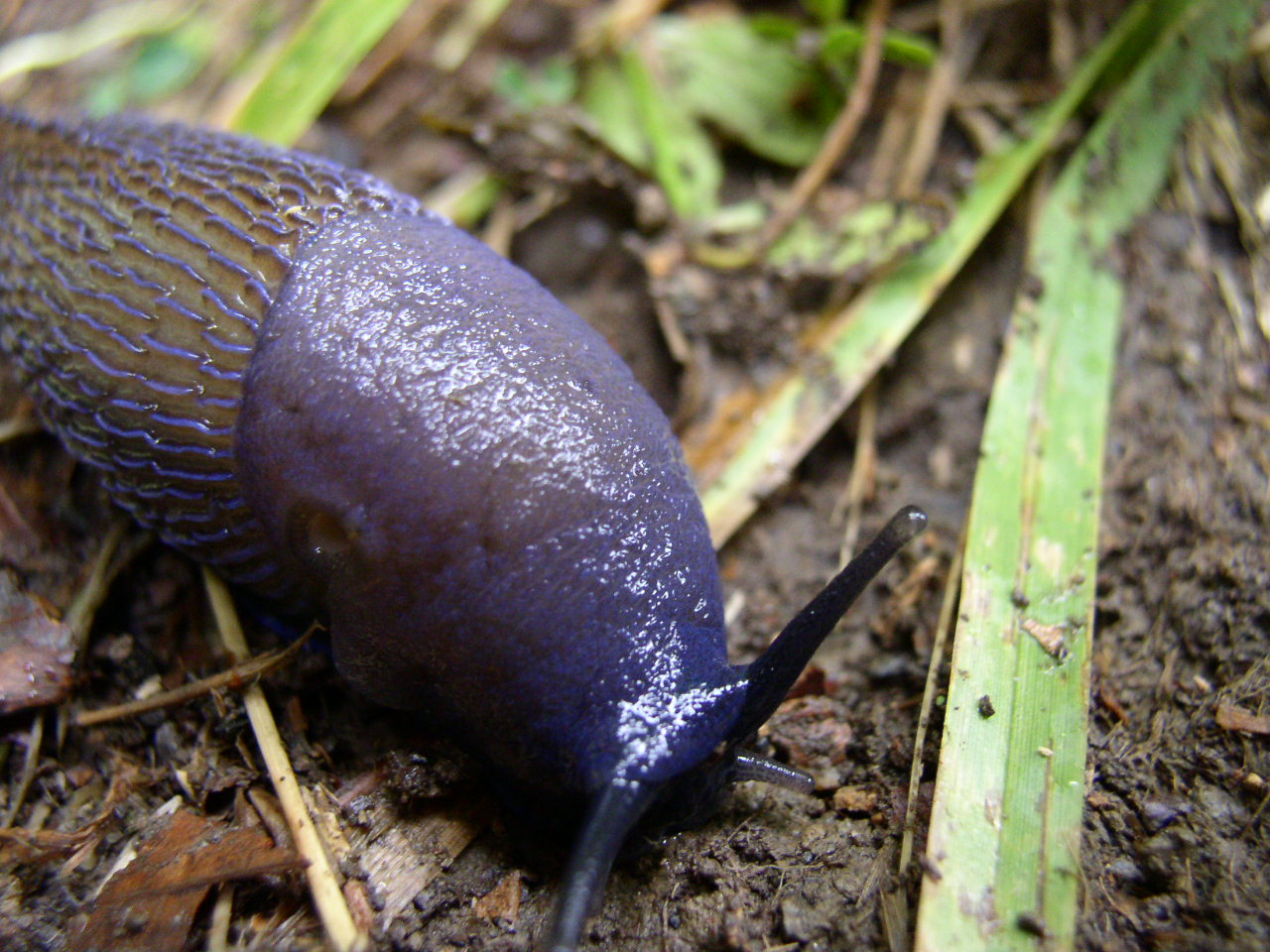
Mantell del llimac Bielzia coerulans que és suau mentra la resta del cos té tubercles.
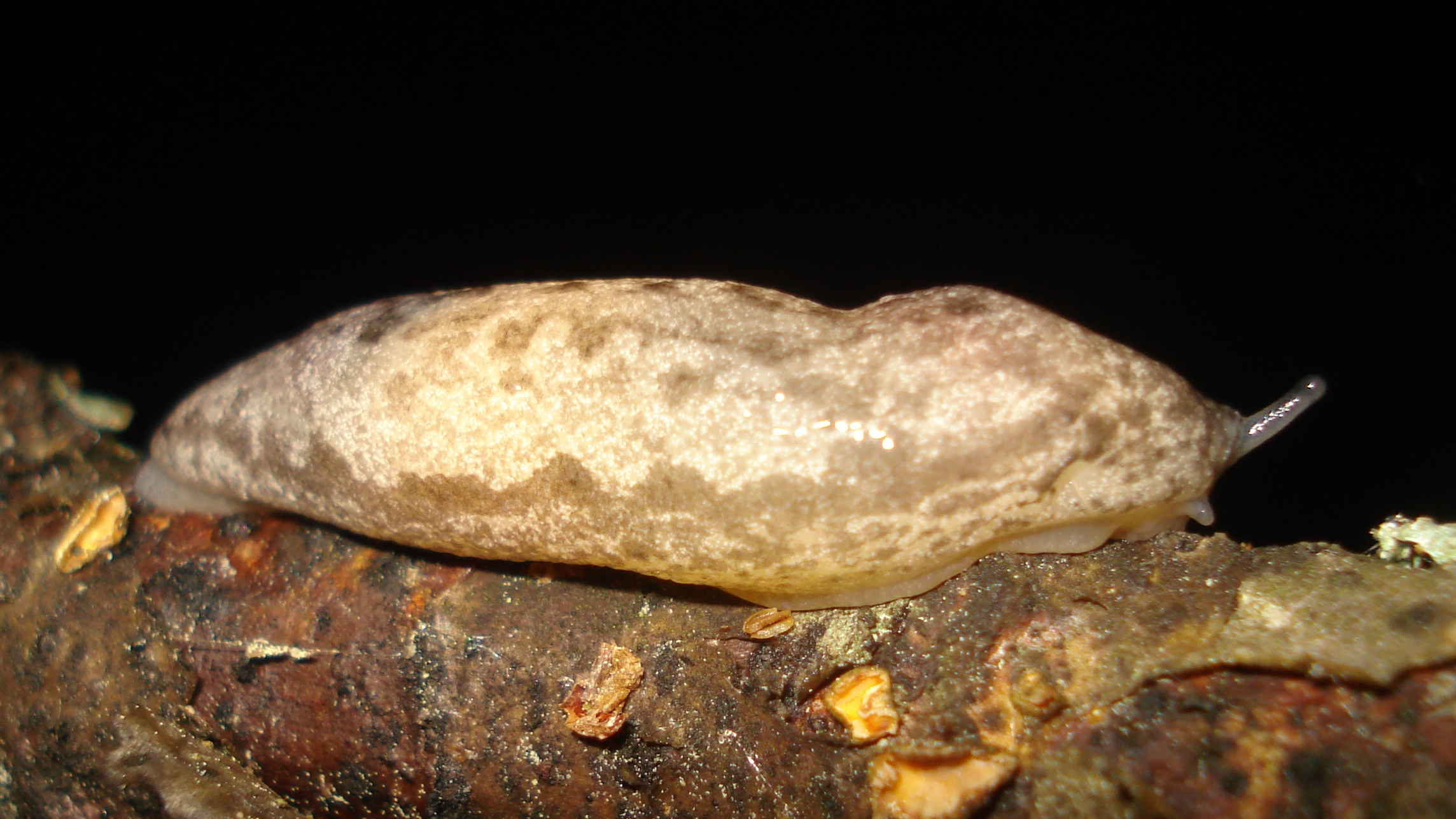
Megapallifera mutabilis de la família Philomycidae mostra un mantell enorme